# ラスタ (航空機)
ラスタ
セルビア空軍及び防空軍のラスタ95
- 用途：練習機
- 製造者：UTVA（en:Utva Aviation Industry）
- 運用者#運用国を参照
- 初飛行：1985年9月2日
- 運用開始：2010年8月5日
- 運用状況：運用中

ラスタまたは、ラースタ（セルビア・クロアチア語/クロアチア語:Lasta；セルビア・クロアチア語/セルビア語:Ласта）は、ユーゴスラヴィアのロラ・ウトヴァ(Lola Utva)（en:Utva Aviation Industry）社で開発された航空機である。1983年4月に完成した。練習機、軽攻撃機として設計された。名称は「燕」の意味である。

## 概要
ラスタは、UTVA 75（en:UTVA 75）の後継初等練習機として開発が始められた機材である。ラスタ 1(Lasta 1)は、操縦訓練や武装への習熟訓練に使用される機体として設計された。1985年9月に初飛行をこなした。機体は全金属製で、低翼に引き込み式主脚を備えていた。
1989年1月、発展型となるラスタ 2(Lasta 2)が製作された。この機体は、胴体は短縮されてより軽量化されており、フェランティISIS D-282射撃装置を含む新しい電子装備を搭載していた。1990年代の初めまでに、UTVAと協力企業は先行生産機10機分の部材を製造していた。しかし、1999年のNATO軍によるユーゴスラビア空爆でUTVAの航空機工場も爆撃を受け、当時存在した5機の試作機は全て破壊された。6機目の試作機は破壊を免れ、ベオグラード・ニコラ・テスラ空港の航空博物館に寄贈された。
2006年に、ラスタ発達型の開発が再開された。新バージョンはラスタ95の名で知られ、ラスタ2の基本コンセプトを継承しながら、より新しい技術に応じたアップデートを図ったものとした。
2007年12月に、イラク空軍が36機（確定分20機、オプション16機）のラスタ95を発注した。このイラク空軍に採用されたタイプはラスタ95Nと呼ばれる。初号機は2010年8月5日にイラクに運ばれた。発注20機の最終機は2012年2月に到着した。報道によれば、これらの機材はイラク軍によるISISへの攻撃にも使用されていると伝えられている。
2012年3月までに、セルビア空軍及び防空軍の発注した15機のラスタ95のうち2機が就役した。セルビア空軍及び防空軍向けのタイプは、ラスタ95Nに対し、エンジン出力の強化、新しいグラスコックピットの採用、翼下ハードポイントの搭載重量の増加（120kgまで）などの改良を施したもので、ラスタ95V-54と呼ばれる。

## 運用国

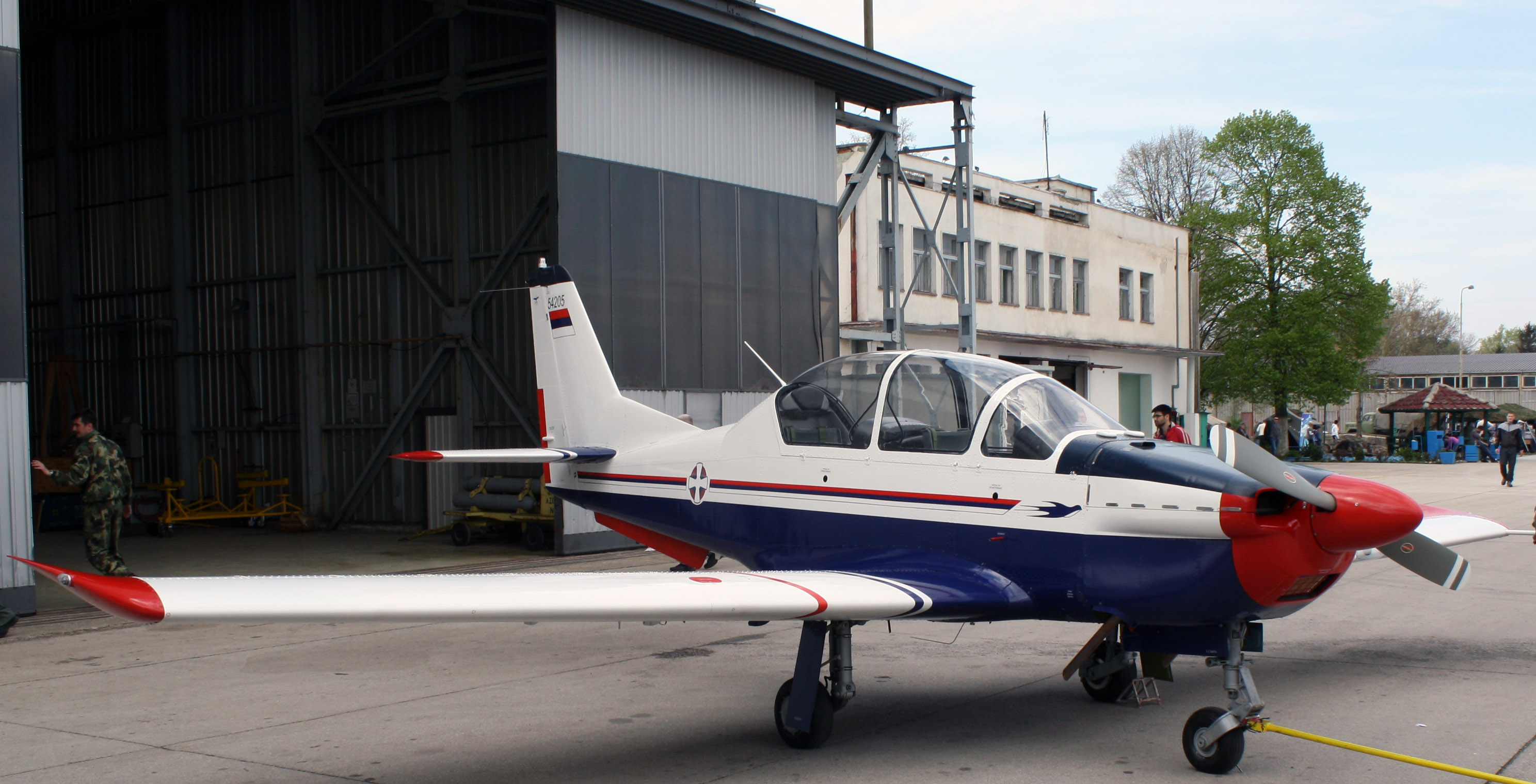
セルビア空軍及び防空軍第252教育飛行隊の所属機

- イラク
  - イラク空軍

ラスタ95N - 20機（他にオプション16機）
- セルビア
  - セルビア空軍及び防空軍

試作機 - 2機
ラスタ95V-54 - 発注15機のうち10機受領済み

## スペック

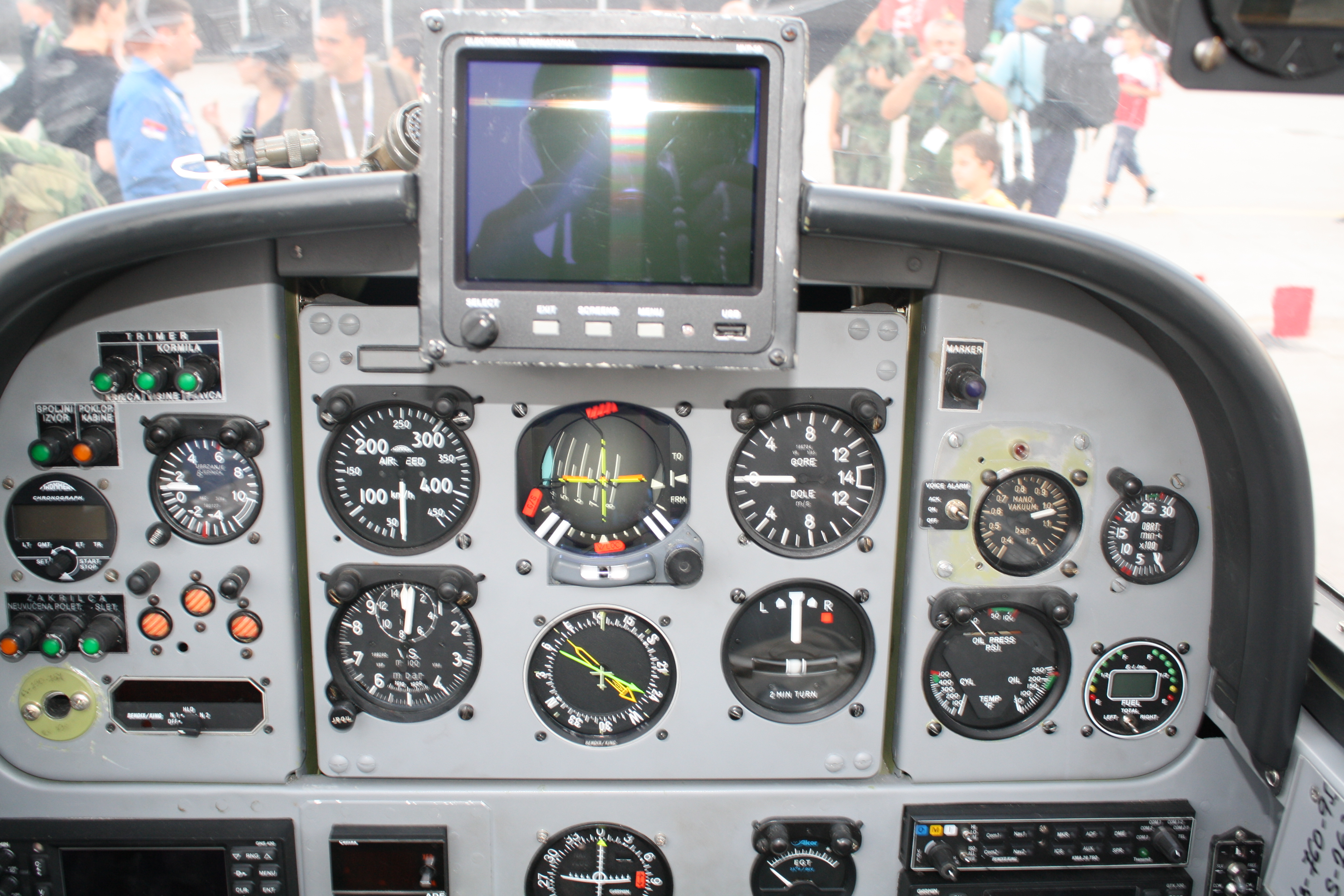
ラスタ95の操縦席の計器盤

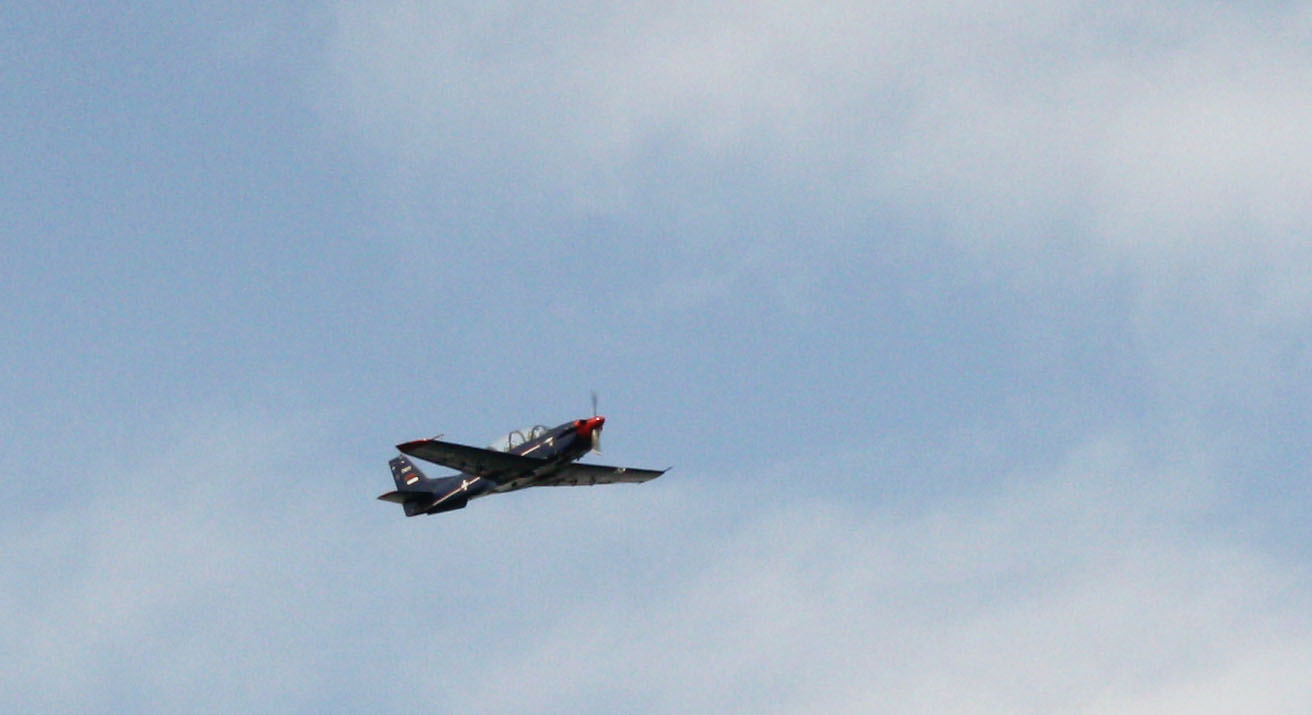
ラスタ95の展示飛行（2011年）

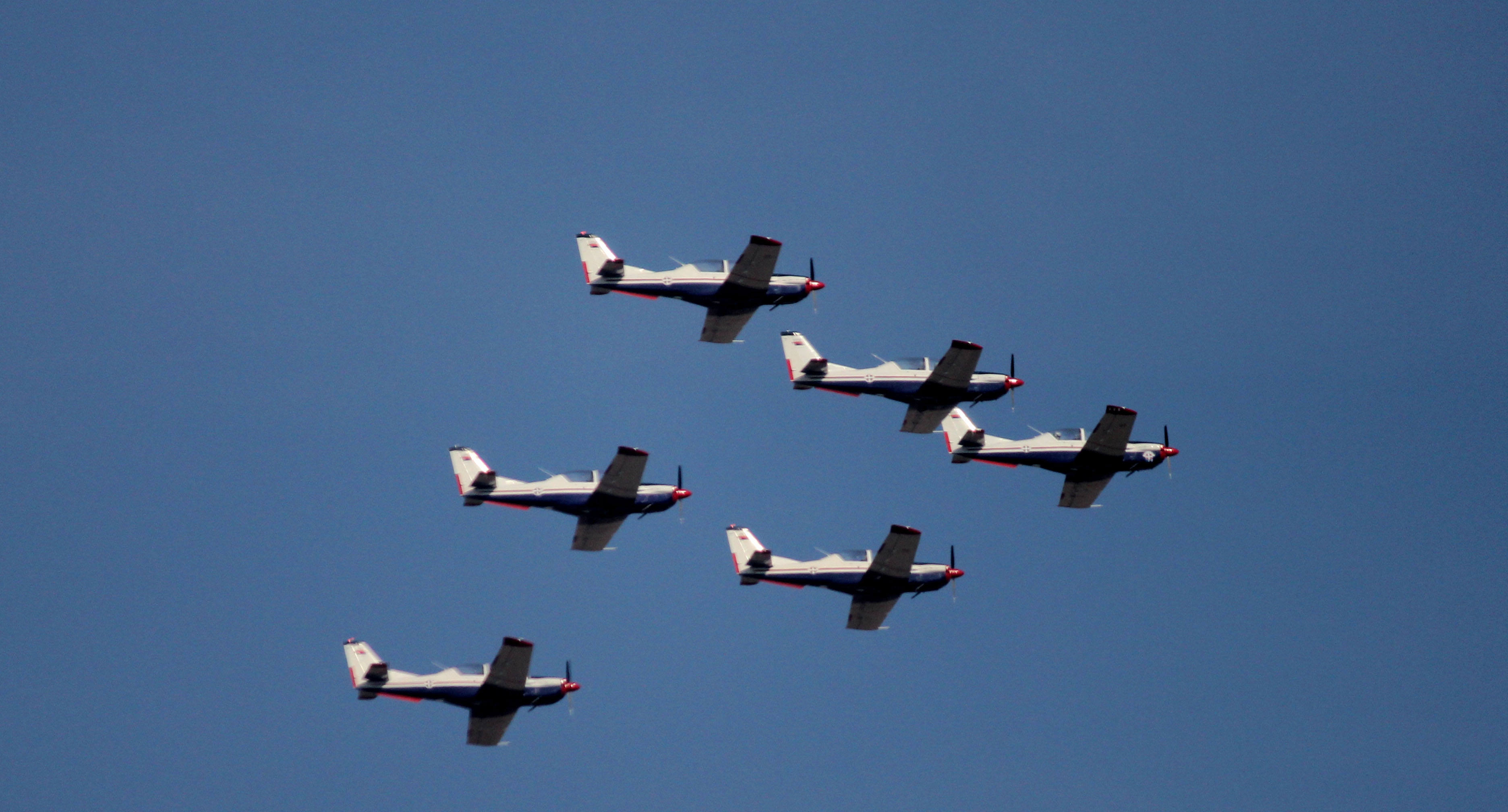
ラスタ95の編隊飛行（2017年）

VTI - Military Technical Institute Belgrade より

### ラスタ95N
- 全長：7.965 m
- 全幅：9.7 m
- 全高：2.84 m
- 翼面積：12.9 m2
- 空虚重量：888 kg
- 通常離陸重量：1,145 kg
- 最大離陸重量：1,210 kg
- 発動機：ライカミングAEIO-580-B1A レシプロエンジン ×1
- 出力：224 kWt
- 最高速度：345 km/h
- 巡航速度：280 km/h
- 実用航続距離：1,160 km
- 実用飛行上限高度：6000 m
- 乗員：2 名
- 武装：2箇所のハードポイントに、それぞれ以下のような武装を搭載可能
  - 爆弾（100kgまで）
  - 7.62mmまたは12.7mm機関銃ポッド
  - 57 mm 7連装ロケット弾ポッド